# Fierozzo
Fierozzo (em mocheno: Vlarötz; em alemão: Florutz) é uma comuna italiana da região do Trentino-Alto Ádige, província de Trento, com cerca de 441 habitantes. Estende-se por uma área de 17 km², tendo uma densidade populacional de 26 hab/km². Faz divisa com Palù del Fersina, Sant'Orsola Terme, Torcegno, Frassilongo e Roncegno Terme.